# Åke Jonsson
Åke Jonsson   (Hammerdal, 5 d'octubre de 1942) és un antic pilot de motocròs i patinador de velocitat sobre gel suec d'alt nivell (pertanyia a l'elit júnior sueca d'aquest esport abans de començar a triomfar en motocròs). Com a motociclista, fou un dels principals competidors del Campionat del Món de motocròs al tombant de la dècada del 1970, havent estat a punt de guanyar-lo diverses vegades (especialment, els anys 1971 i 1972). Entre molts altres èxits, va guanyar una Trans-AMA i set Campionats de Suècia. A banda, com a membre de l'equip suec va guanyar tres vegades el Motocross des Nations i altres tres el Trophée des Nations.
Fou també autor d'un llibre de culte per als afeccionats al motocròs, "The Technique of Moto-Cross", en què explica tècniques avançades de conducció per a practicants. El famós campió neerlandès Gerrit Wolsink, en una entrevista a la revista "Moto-Cross Action", lloà extensament el llibre, afirmant que fins i tot algú del seu nivell n'havia extret informació útil sobre tècniques a emprar en situacions diverses.

## Trajectòria en Motocròs
Jonsson començà a competir a Suècia com a pilot oficial de Husqvarna. El 1964 s'estrenà en competició internacional, tot prenent part al Gran Premi de Suècia de 250cc (a Hedemora) i ja el 1966 guanyà el seu primer Gran Premi, concretament el de Luxemburg de la mateixa cilindrada (a Schifflange). Malgrat els seus bons resultats, la fàbrica el relegava a un segon terme i afavoria les seves figures, el Campió del Món Torsten Hallman i Bengt Åberg. Tot i així, el 1968 aconseguí el tercer lloc al mundial de 500cc després d'haver estat a punt de guanyar-lo.
El 1969 fou fitxat per Maico i amb aquesta motocicleta aconseguí un altre tercer lloc al Mundial el 1970. A finals d'aquell mateix any, guanyà la Inter-AM als EUA. El 1971 fou el seu millor any. En arribar al darrer Gran Premi de la temporada, tenia uns pocs punts d'avantatge al capdavant de la classificació sobre l'oficial de Suzuki Roger De Coster. Mentre liderava la cursa, la bugia de la seva es desprengué, permetent a De Coster avançar-lo i guanyar així el Mundial. Poques setmanes després, es prengué una petita revenja tot guanyant les dues mànegues del Motocross des Nations, celebrat a Gwened, Bretanya.
El 1972 es lesionà a mitjan temporada, però tingué la sort d'arribar al darrer Gran Premi (a Ettelbruck, Luxemburg) com a aspirant al títol. Malauradament tot i guanyar la primera mànega, a la segona es quedà sense benzina quan anava primer, havent d'abandonar. Això el relegà a la quarta posició final del Campionat. Per compensar, a la tardor Jonsson guanyà la Trans-AMA, tot vencent en nou curses consecutives.
De cara a la temporada de 1973, Jonsson fou contractat per tres anys per Yamaha, com a pilot de la seva nova motocicleta (amb el seu innovador sistema de suspensió posterior, que emprava un únic amortidor anomenat monoshock). Tot just acabat d'entrar a l'equip Yamaha, instal·là la suspensió anterior de la Maico a la seva nova moto, amb gran disgust dels japonesos que decidiren millorar les seves pròpies forquilles. Amb Yamaha, tingué força dificultats mecàniques i molta feina de desenvolupament a la motocicleta, cosa que li impedí de repetir els seus bons resultats d'antany. El 1976 tornà a Maico i tingué la mala sort de trencar-se la clavícula, però encara aconseguí acabar el Mundial en vuitena posició.

### Retirada
Després d'unes poques temporades més, Jonsson es retirà de la competició el 1979, passant a regentar un magatzem de Yamaha a Suècia. Actualment, viu retirat al seu país.

## Palmarès en Motocròs
| Any          | Motocicleta  | C. del Món | C. del Món | Per equips | Per equips | Per equips | Trans AMA | Inter AM | C. de Suècia | C. de Suècia | Total |
| Any          | Motocicleta  | 500cc      | 250cc      | MXDN       | Trophée    | Nòrdic     | Trans AMA | Inter AM | 500cc        | 250cc        | Total |
| ------------ | ------------ | ---------- | ---------- | ---------- | ---------- | ---------- | --------- | -------- | ------------ | ------------ | ----- |
| 1963         | Husqvarna    | -          | -          | -          | -          |            | -         | -        | -            | 8è           | -     |
| 1964         | Husqvarna    | -          | 6è         | -          | 1r         | 1r         | -         | -        | -            | 1r           | 3     |
| 1965         | Husqvarna    | -          | 5è         | -          | -          | 1r         | -         | -        | -            | 4t           | 1     |
| 1966         | Husqvarna    | -          | 5è         | 3r         | 1r         | 1r         | -         | -        | -            | 4t           | 2     |
| 1967         | Husqvarna    | 18è        | -          | 2n         | 1r         |            | -         |          | 1r           | -            | 2     |
| 1968         | Husqvarna    | 3r         | -          | -          | -          |            | -         |          | 1r           | -            | 1     |
| 1969         | Maico        | 13è        | -          | 2n         | -          |            | -         | 3r       | 4t           | -            | -     |
| 1970         | Maico        | 3r         | -          | 1r         | -          |            | -         | 1r       | 3r           | -            | 2     |
| 1971         | Maico        | 2n         | -          | 1r         | -          |            |           | -        | 2n           | -            | 1     |
| 1972         | Maico        | 4t         | -          | 2n         | -          |            | 1r        | -        | 1r           | -            | 2     |
| 1973         | Yamaha       | 4t         | -          | 2n         | -          |            |           | -        | 1r           | -            | 1     |
| 1974         | Yamaha       | 7è         | -          | 1r         | -          |            |           | -        | 2n           | -            | 1     |
| 1975         | Yamaha       | 4t         | -          | -          | -          |            |           | -        | 1r           | -            | 1     |
| 1976         | Maico        | 8è         | -          | -          | 4t         |            |           | -        | 1r           | -            | 1     |
| 1977         | Maico        | 23è        | -          | -          | -          |            |           | -        | 3r           | -            | -     |
| 1978         | Kramer       | 25è        | -          | -          | -          |            |           | -        | 6è           | -            | -     |
| Total títols | Total títols | 0          | 0          | 3          | 3          | 3          | 1         | 1        | 6            | 1            | 18    |

Notes
1. ↑  La classificació consignada a MXDN, Trophée i Nòrdic fa referència a la posició final obtinguda per l'equip estatal
2. ↑  Al total de títols s'hi compten tots els campionats estatals i internacionals guanyats, MXDN, Trophée i Nòrdic inclosos